# Hans Brennert

Hans Brennert

Johannes Adolf Otto Brennert (* 24. Juni 1870 in Berlin; † 8. Februar 1942 ebenda), war ein deutscher Schriftsteller, Bühnen- und Drehbuchautor.

## Leben
Hans Brennert war der Sohn eines Schulrektors und studierte in Berlin Philosophie, Literatur und Staatswissenschaft. Seit 1895 arbeitete er als Bühnen-, Rundfunk- und Filmautor. Daneben schrieb er für das Berliner Tageblatt und die Vossische Zeitung.
1920 bis 1930 war Brennert Direktor des Nachrichtenamtes der Stadt Berlin. Er ist Mitbegründer des Verbandes Deutscher Bühnenschriftsteller und Bühnenkomponisten.
Hans Brennert starb 1942 im Alter von 71 Jahren in Berlin. Sein nicht erhaltenes Grab befand sich auf einem der Friedhöfe vor dem Halleschen Tor. Auf welchem genau, ist nicht bekannt.

## Werke
- Die Asphaltblume (Lustspiel), 1901.
- Die indische Amme. Comödie in einem Aufzug. Berlin: Harmonie, 1901.
- Der gelbe Schein. Drehbuch, 1918.
- Algol. Tragödie der Macht (Drehbuch zs. mit Fridel Köhne), 1920.
- Hofball bei Zille oder: „Mein Milljöh-!“ Singspiel aus Berlin O. mit Musik von Hans May. Berlin: Eysler, 1925.
- Die Stadt ohne Schlaf. Berliner Geschichten. Berlin: Eysler, 1926. (Vortitel: Berlin. Geschichten und Gesänge, Bd. 1.)
- Der wiehernde Amtsschimmel. Berliner Geschichten. Berlin: Eysler, 1926. (Vortitel: Berlin. Geschichten und Gesänge, Bd. 2.)
- Die Asphaltharfe. Berliner Gesänge. Berlin: Eysler, 1926. (Vortitel: Berlin. Geschichten und Gesänge, Bd. 3.)
- Heimat (Drehbuch Mitarbeit), 1938.
- Berlinische Rhapsodien. Berlin: Scherl, 1942.

## Drehbuch (Auswahl)
- 1916: Das Wiegenlied
- 1916: Martha
- 1916: Das Geständnis der grünen Maske
- 1916: Der Fakir im Frack
- 1917: Unsühnbar
- 1917: Prima Vera
- 1917: Der feldgraue Groschen
- 1917: Der Antiquar von Straßburg
- 1917: Die schwarze Loo
- 1918: Das Tagebuch des Dr. Hart
- 1918: Die Rothenburger
- 1919: Das Karussell des Lebens
- 1919: Die Geisha und der Samurai
- 1922: Die Schuhe einer schönen Frau
- 1926: Das Gasthaus zur Ehe (künstler. Beratung)
- 1927: Die Frau ohne Namen (2 Teile)
- 1927: Am Rande der Welt
- 1931: Mein Leopold